# Lapsias cyrboides
Lapsias cyrboides är en spindelart som beskrevs av Simon 1900. Lapsias cyrboides ingår i släktet Lapsias och familjen hoppspindlar. Inga underarter finns listade i Catalogue of Life.